# حصار جبل طارق (1316)
حصار جبل طارق الثاني (بالإسبانية: Toma de Gibraltar)‏، كانت محاولة فاشلة في 1315 من قبل مملكة غرناطة بقيادة بنو نصر لاستعادة جبل طارق، الذي قد سقط بيد قوات فرناندو الرابع ملك قشتالة قبل أربع سنوات في 1309. وقد تم الحصار بعد الإطاحة بأبو الجيوش نصر عام 1314 من قبل ابن أخيه إسماعيل الأول. الذي أعلن الجهاد ضد الحكام المسيحيين في شبه الجزيرة الايبيرية في 1315 والتحرك لإقامة حصار على جبل طارق.
بينما كانت قوات إسماعيل منشغلة بالحفر حول جبل طارق، قامت القوات القشتالية بقيادة الوصي الأمير بيدرو ملك قشتالة -الذي مارس السلطة باسم إمارة الملك ألفونسو الحادي عشر- بغارة في أعماق غرناطة لنهب وتدمير أراضيها الزراعية الخصبة. وعندما وصلت أنباء الحصار إلى بيدرو في قرطبة، غادر جيشه إلى إشبيلية لتجهيز القوات البحرية والبرية لرفع الحصار. ويبدو أن الحصار قد انتهى دون قتال عندما تراجع قوات إسماعيل لما شاهدت القوات القشتالية تقترب.